# Real TV Estate
Real Estate TV — первый украинский телеканал о недвижимости. Согласно презентации, программы телеканала рассчитаны на аудиторию 25—50 лет. В 2009 году на премии Media & Sat Leaders телеканал набрал 13,04 % голосов в номинации «Оригинальный проект», заняв четвёртое место.

## История
Был создан в Одессе в феврале 2008 года. 18 августа 2011 года телеканал выиграл лицензию на общенациональное вещание в цифровом мультиплексе, но после покупки в июне 2012 года канала студией 1+1, общенациональная лицензия была переоформлена в пользу другого канала холдинга, не получившего лицензию — 2+2. Слухи о возможной продаже телеканала ходили ещё в 2011 году.

## Программы
- Real Woman[10]
- АвтоЛеди[10]
- Экспертиза[11][12]
- Драйвовый weekend[11]
- В центре поля[13]
- Тропинками искусства[14]
- Real 3 h[10]
- Новости недвижимости[15]
- Коммунальное право[15]
- Современный дизайн[15]
- Playback[16]
- Real новости[17]
- Одесса-спорт[18]
- Зарядка со звездой[19]